# Plymouth (Massachusetts)
Plymouth is een plaats (town) in Massachusetts, ongeveer 65 kilometer ten zuiden van Boston aan de kust van de Cape Cod Bay. Plymouth heeft 51.701 inwoners (2000).
Plymouth is de plaats waar de Pilgrim Fathers in 1620 landden met hun schip, de Mayflower, en de Plymouth Colony vestigden.
Vanwege zijn rol in de Amerikaanse geschiedenis bezoeken nu veel toeristen de plaats. Bezienswaardigheden zijn Plymouth Rock, een grote kei, die volgens de legende door de Pilgrims gebruikt werd om aan land te stappen. Het is echter onwaarschijnlijk dat dit waar is. De kei is in tweeën gespleten toen hij in de 19e eeuw verplaatst werd, en ligt nu in een klein paviljoen. Niet ver van Plymouth Rock ligt een replica van de Mayflower, die als museum dient. Er is ook een openluchtmuseum, Plimoth Plantation, waar een dorpje nagebouwd is in de stijl van de Plymouth Colony. De "bewoners" van de plantage spelen de rollen van kolonisten in hun dagelijks leven in 1627, en spreken zelfs het dialect van die tijd.

## Foto's

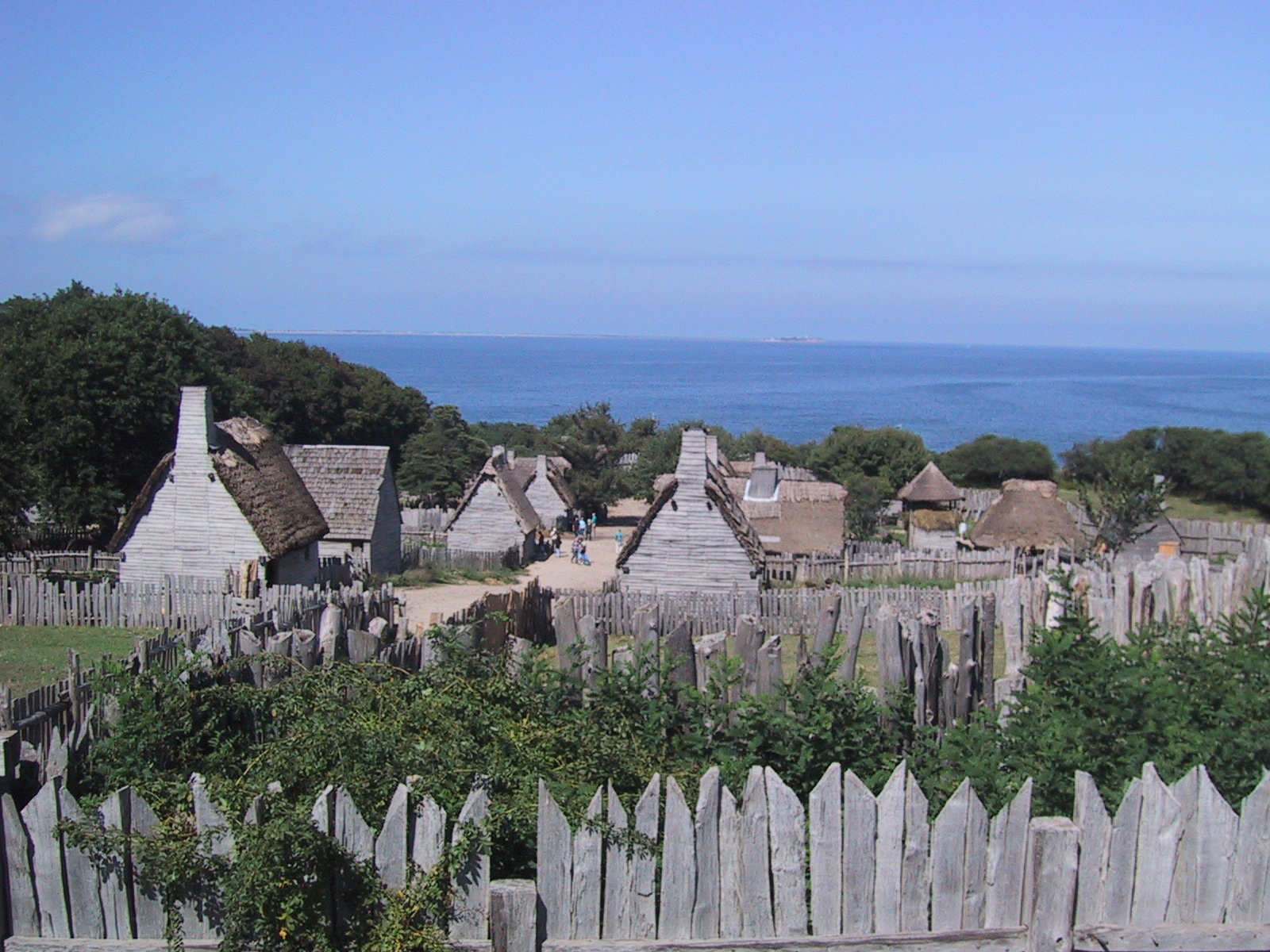
Plimoth Plantation
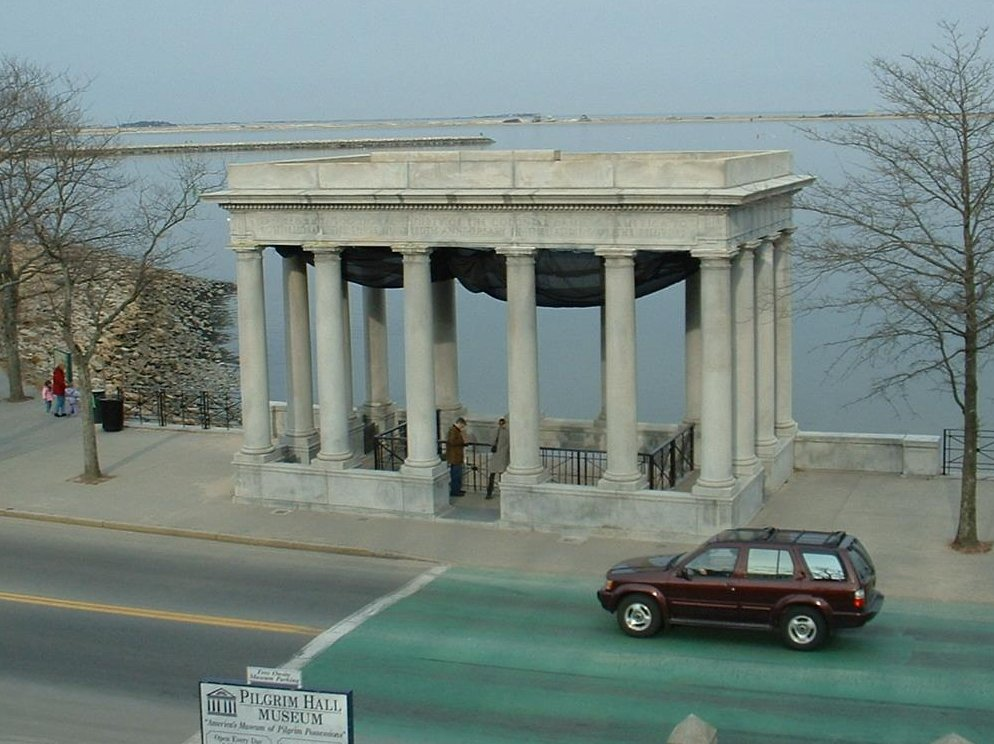
Plymouth Rock Monument
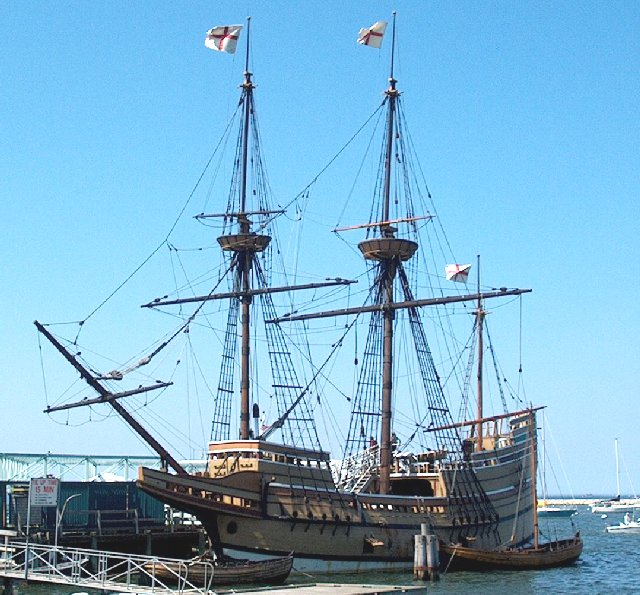
Replica van de Mayflower